# Egon Lustgarten
Egon Lustgarten (geboren 17. August 1887 in Wien, Österreich-Ungarn; gestorben 2. Mai 1961 in Syosset, New York) war ein österreichischer Dirigent und Komponist.

## Leben
Nach dem Erreichen der Matura (Abitur) immatrikulierte sich Lustgarten 1906 für zwei Jahre an der Wiener Musikakademie. Dort studierte er Komposition bei Richard Heuberger, Klavier bei Juliusz Wolfsohn und Kapellmeister bei Franz Schalk. 1908 wechselte er an die Universität Wien und studierte im Hauptfach Musikgeschichte. Nach erfolgreichem Studienabschluss war er ab 1913 an verschiedenen Musikschulen als Pädagoge tätig. Er unterrichtete Musiktheorie und Klavier, arbeitete als Korrepetitor, Konzertbegleiter und Dirigent. Am Neuen Wiener Konservatorium unterrichtete er ab 1920 Musiktheorie und Komposition. Zu seinen Schülern gehörten Erwin Leuchter und Robert Schollum. 1927 wurde er Assistent von Max Reinhardt bei den Mirakel-Musikfestspielen in Wien. Darüber hinaus veröffentlichte er auch Beiträge in den Fachzeitschriften Pult und Taktstock und Österreichische Blätter für Freies Geistesleben.
Nach dem Anschluss Österreichs an das Deutsche Reich emigrierte Lustgarten 1938 in die Vereinigten Staaten, wo er als Klavierlehrer in Greenwich, Connecticut, und ab 1942 am Master Institute for United Arts in New York tätig war.
1953 kehrte er nach Österreich zurück. Seinen Ruhestand verlebte er aber in den USA. Im Alter von 74 Jahren starb Egon Lustgarten am 2. Mai 1961 in Syosset, New York.

## Werke
- Der Mensch ist unterwegs, Baß, Chor und Orchester, 1931
- Dante im Exil, Oper 1938, Erstaufführung 2005 in Bernried am Starnberger See, Regie: Gregorij H. von Leïtis[2][3]
- Der blaue Berg, Oper 1942
- Die goldene Schürze, Oper 1943
- Die zertanzten Schuhe, Oper 1946
- Das Märchen von der großen Schlange und der grünen Lilie, Oper 1956
- Klavierquartett, 1920
- Bläserquintett, 1936
- Violinkonzert, 1957